# Michał Szyper
Michał Szyper (ur. 1938) – polski inżynier elektryk, prof. inż.
Pracuje w katedrze Metrologii Akademii Górniczo-Hutniczej. Specjalizuje się w dziedzinie metrologii elektrycznej. Pełni funkcję zastępcy przewodniczącego Komitetu Metrologii i Aparatury Naukowej Polskiej Akademii Nauk oraz Rzecznika Dyscyplinarnego dla Nauczycieli Akademickich AGH. Jest członkiem senatu AGH oraz Rady Wydziału Elektrotechniki, Automatyki, Informatyki i Elektroniki.

## Publikacje
- Metoda strukturalna w teorii przetworników pomiarowych  (1979), Kraków, AGH
- Modelowanie i badania symulacyjne systemów pomiarowych  (1998), Kraków, AGH (z Januszem Gajdą).